# Denizen
Denizen é un film del 2010 diretto da J.A. Steel.
Pellicola statunitense sceneggiata e prodotta dalla regista J.A. Steel, che figura anche tra gli interpreti.

## Trama
Una creatura terrorizza una cittadina nello Utah e un gruppo di scienziati decidono di fermarla.